# 浅岡夢二
浅岡 夢二（あさおか ゆめじ、1952年 - ）は、中央大学法学部准教授。フランス文学と思想の研究者。

## 来歴
東京都生まれ。都立秋川高校（4期)を経て慶應義塾大学文学部仏文学科卒業。
明治大学大学院博士課程単位取得満期退学を経て1985年中央大学法学部講師を経て2007年4月より准教授

## 専門
専門は「総合人間学（＝汎エネルギー論）」というべき新領域。アラン・カルデック、マリ・ボレル、リズ・ブルボーを始めとする、フランスおよびカナダ（ケベック州）の文学と思想。現在、人間の本質（＝エネルギー）を基礎に据えた「総合人間学（＝汎エネルギー論）」を構築中。フランス語圏におけるスピリチュアリズム関係の文献や各種セラピー・自己啓発・精神世界関連の文献を精力的に翻訳・紹介している。

## 著書・訳書
著書
- 「フランス文学と神秘主義」人間幸福科学研究会（2011年）
- 「ボードレールと霊的世界」人間幸福科学研究会（2011年）

訳書
- 「星の王子さま」サン=テグジュペリ、Kindle版あり
- 「自分を愛して₋病気と不調が貴方に伝える<体>からのメッセージ」リズ・ブルボー ハート出版、Kindle版あり
- 「五つの傷=心の痛みを取り除き本当の自分になるために」リズ・ブルボー ハート出版、Kindle版あり
- 「〈からだ〉の声を聞きなさい」リズ・ブルボー ハート出版、Kindle版あり
- 「いつまでも若さとエネルギーを失わない生き方」リズ・ブルボー ハート出版

他、リズ・ブルボーシリーズや「ジャンヌ・ダルク 失われた真実」、「光の剣・遥かなる過去世への旅」など訳書多数。